# Donovan Bailey
Donovan Bailey (født 16. december 1967 i Manchester, Jamaica) er en canadisk tidligere atletikudøver (sprinter), hvis største triumf blev opnået ved OL 1996 i Atlanta, hvor han vandt guldmedalje på både 100 meter individuelt og 4 x 100 meter for Canada.

## Opvækst og karrierens indledning
Bailey blev født på Jamaica, men familien flyttede til Canada, da han var 12 år. I lighed med sin bror, O'Neil Bailey, var Donovan en rigtig sportsmand, der som 16-årig løb 100 m på 10,65 sekunder. Det var dog basketball, der var hans foretrukne sport på den tid. Men han koncentrerede sig også om sin skolegang, og han tog en kort uddannelse inden for business med fokus på marketing og økonomi. Efter han havde fået sin eksamen, arbejdede han som ejendoms- og markedskonsulent, og han etablerede en forretning med køb og salg af tøj. Som 22-årig var han allerede relativt velhavende.
Imidlertid overværede han i 1990 de canadiske atletikmesterskaber, og han lagde mærke til, at flere af deltagerne var nogle, han havde slået i high school. Dette motiverede ham til at genoptage træningen i mindre omfang. I 1991 vandt han 60 m indendørs ved Ontario-mesterskabet, og han blev udtaget til de panamerikanske mesterskaber samme år, hvor han som del af det canadiske 4 x 100 meter-hold vandt sølv. Ved de canadiske mesterskaber året efter blev han toer i 100 meter-løbet, og året efter vandt han bronze i 100 m og sølv i 200 m. Trods de gode resultater blev han ikke udtaget til OL 1992 og ved VM i atletik året efter var han blot reserve på 4 x 100 meter-holdet.
Bailey var utilfreds med denne beslutning og beklagede sig højlydt, blandt andet til Dan Pfaff, der var træner for en af de øvrige canadiske atleter. Pfaff påtog sig derpå at træne Bailey, og han begyndte med at få ham i bedre form. Dette gav gevinst i løbet af få måneder, så Bailey blev omkring en tredjedel af et sekund hurtigere på 100 m; han løb distancen på 10,03 i juni 1994. Han var nu inde i varmen og repræsenterede Canada ved flere store stævner, hvor han dels var med til at vinde guld i 4 x 100 m og sølv på 100 m individuelt ved Jeux de la Francophonie, dels at vinde guld på 4 x 100 m ved Commonwealth Games, begge i 1994. I april 1995 slog han den canadiske rekord på 100 m med tiden 9,99 sekunder, hvilket han ved de canadiske mesterskaber samme år forbedrede yderligere til 9,91.

## Toppen af karrieren
På denne baggrund blev Bailey regnet med i favoritfeltet ved VM i atletik 1995 i Göteborg; landsmanden Bruny Surin, englænderen Linford Christie (regerende verdensmester og OL-mester) samt amerikaneren Michael Marsh var andre topnavne. I finalen holdt Bailey trit med konkurrenterne til midt i løbet, hvorpå han trak fra og vandt i tiden 9,97 med Surin på andenpladsen, og med de to på holdet vandt canadierne også 4 x 100 m i tiden 38,31 sekunder.
Ved OL 1996 var favoritfeltet endnu større. Bailey vandt sit indledende heat, men blev besejret af Christie i kvartfinalen, af Frankie Fredericks fra Namibia i semifinalen. I finalen, der blev nervepirrende med tre tyvstarter, heriblandt to til Christie, der dermed blev diskvalificeret, havde Bailey med tiden 0,174 den langsomste reaktionstid af alle deltagere, men han var så hurtig i resten af løbet, at han sejrede i den nye verdensrekordtid 9,84 s med Fredericks på andenpladsen og Ato Boldon fra Trinidad og Tobago på tredjepladsen; disse to var ligeledes under Carl Lewis' hidtidige verdensrekord på 9,92. Bailey var dermed den blot anden canadier, der vandt OL-guld på 100 m efter Percy Williams i 1928. Ved legene i 1996 var Canada og USA favoritterne i 4 x 100 m-løbet, og de to nationer var også hurtigst i deres indledende heats. De vandt hver deres semifinale, og i finalen vandt Canada med Bailey på sidste tur en klar sejr over værtsnationens repræsentanter med et forspring på fire meter i tiden 37,69 s.
I maj 1997 løb han et prestigemæssigt vigtigt løb mod Michael Johnson, der var verdensrekordholder på 200 m, og som havde betegnet sig selv om den hurtigste mand i verden – en titel, der ellers normalt tilhørte rekordholderen på 100 m. Som et kompromis blev konkurrencen mellem de to løbet på 150 m, og Bailey vandt i tiden 14,99 s, mens Johnson ikke fuldførte løbet som følge af en skade. Sejren indbragte Bailey en gevinst på 1,5 millioner dollars. Ved VM 1997 i Athen vandt han igen 4 x 100 m med Canada, mens han i 100 m-løbet blev besejret af amerikaneren Maurice Greene, der to år senere skulle slå Baileys verdensrekord.
I de følgende år fortsatte Bailey med at konkurrere, og han blev toer efter Surin ved de canadiske mesterskaber i 1998 i tiden 9,93, men han var ofte ramt af skader, og han kom aldrig igen tilbage på verdenstoppen. Han var kvalificeret til OL 2000, men han var her ramt af lungebetændelse, og skønt han kvalificerede sig videre fra sit indledende heat, blev han sidst i sit kvartfinaleheat og var dermed ude af konkurrencen.
Bailey indstillede karrieren i 2001.

## Senere karriere
Efter afslutningen af sin aktive karriere har Bailey etableret flere firmaer inden for sport, herunder en klinik til behandling af sportsskader. Han har også været kommentator for CBC Television ved OL 2008 og OL 2016.
Han er optaget i Canada Sports Hall of Fame, både individuelt (2004) og som del af holdet, der vandt OL-guld i 4 x 100 m i 1996 (2008).